# Pavelló de Gel de Jaca
El Pavelló de Gel de Jaca és una instal·lació esportiva amb una pista de gel a la localitat de Jaca, a la província d'Osca, a l'Aragó. Va ser construït l'any 2007 i té una capacitat fixa per uns 1.891 espectadors, que es poden ampliar a 3.579 espectadors mitjançant unes estructures provisionals. És l'únic pavelló de tot Espanya amb dos pistes de gel: una de mesures olímpiques i una altra lúdica. Aquesta instal·lació és utilitzada pel Club Hielo Jaca pels seus partits com a local d'hoquei sobre gel.
Jaca disposava d'una pista de gel des de 1972, però l'any 2007, en motiu del Festival Olímpic de la Joventut Europea, la vella Pista de Gel, avui en dia desapareguda, va donar pas al nou Pavelló de Gel, que va acollir la cerimonia inaugural, obrint-se al públic en general l'any 2008.